# Zaratite
La zaratite est un minéral carbonaté de nickel hydraté, vert émeraude brillant, de formule Ni3CO3(OH)4·4H2O. La zaratite cristallise dans le système isométrique sous forme d'incrustations massives à mamillaires et de remplissages de veines. Elle a une densité de 2,67 g/cm3 et une dureté de 3 à 3,5 sur l'échelle de Mohs. Elle n'a pas de clivage et est produit une cassure conchoïdale. L'éclat est vitreux à gras. Son symbole IMA est Zar. Son nom honore le diplomate et dramaturge espagnol Antonio Gil y Zárate (1793–1861). Elle a pour synonymes : émeraude de nickel, hydrate de nickel, texasite (de Kenngott) et zavalite. 
Son status est toutefois controversé. L'équipe Garcia-Guinea et al. considère la zaratite de composition incertaine et apparemment variable et a conclu que la "zaratite" ne devrait pas mériter le statut d'espèce minérale. Leurs échantillons prélevés dans diverses localités se sont révélés être de la zaratite anhydre faiblement cristalline, de la nullaginite ou de la gaspéite, qui diffèrent tous par leur rapport Ni/C/H.

## Formation et environnement
C'est un minéral secondaire rare formé par hydratation ou altération des minéraux primaires contenant du nickel et du fer comme la chromite, la pentlandite, la pyrrhotite et la millérite, lors de la serpentinisation des roches ultramafiques. L'hellyérite, NiCO3·6H2O, est un minéral apparenté. Dans sa localité type de la mine Manolita à Cedeira en Galice, elle est associée à la magnétite, mais peut l'être aussi ailleurs à de la brucite, de l'hydromagnésite, de la calcite, de l'aragonite et de la dolomite.

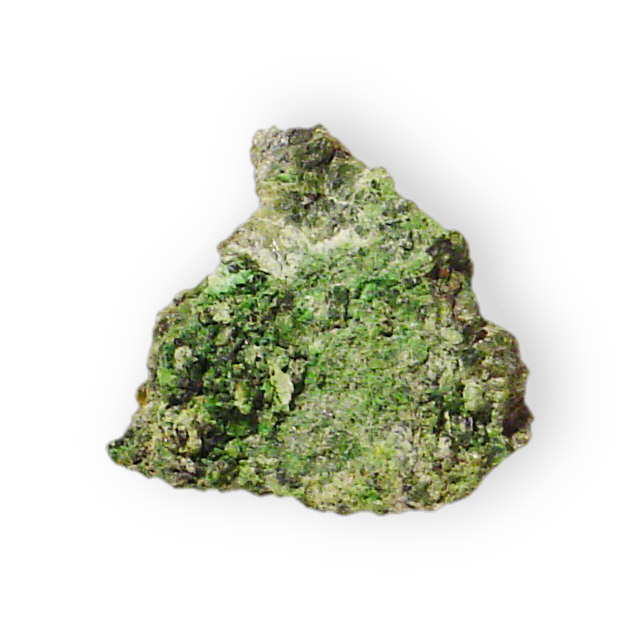
Échantillon du gisement de Tasmanie

## Gisements
Elle a été trouvée à l'origine en Galice, en Espagne, en 1851.  
Bien que rare, la zaratite a des gisements quasiment dans le monde entier, dans des zones naturelles, des mines et même des météorites. On ne lui connait pas d'usage industriel.  